# 圣加大肋纳主教座堂 (赫尔松)
圣加大肋纳主教座堂 (烏克蘭語：Свято-Катериненський собор) 是一座东正教宗教建筑，位于乌克兰的赫尔松要塞内。它建于1781-1786年，是新俄罗斯最早的教堂之一。它是一座圆顶砂岩建筑，有托斯卡納柱式的门廊和严重锈蚀的墙壁。这座教堂供奉的是在位女沙皇的主保圣人亚历山大的加大肋纳。

## 建筑
第五次俄土战争后，俄罗斯吞并新俄罗斯，伊凡·甘尼巴尔将军下令建造了这座教堂。它是为了纪念征服战争，充满象征意义，表明俄罗斯对拜占庭遗产的主张。 建筑师伊万·斯塔罗夫，曾为格里戈里·亚历山德罗维奇·波将金工作，施工由鲜为人知的伊万·西特尼科夫负责。
1788年12月6日，根据波将金的命令，在奧恰基夫围城战中阵亡的士兵的尸体被埋葬在教堂的墓地。
对教堂的最早描述见于弗朗西斯科·德·米兰达的日记。1790年，波将金王子要求斯塔罗夫仿照圣彼得堡他自己的塔夫利宫改造圆顶。钟楼建于1800年，但几年后因地震而拆除。波将金去世后，他和符騰堡的索菲·多蘿西亞的弟弟卡爾·腓特烈·海因里希王子一起被葬在教堂。
教堂的圣像模仿了埃尔米塔日博物馆内17世纪西班牙艺术家牟利罗的画作。弗拉基米尔·博罗维科夫斯基可能参与了创作。墙壁上有六个真人大小的使徒和圣徒雕像的复制品，由来自莫斯科的加夫里拉·萨莫拉耶夫创作。

## 歷史
俄国革命后，该教堂被改建为无神论博物馆。大多数圣像都消失了，只有少数最终被当地一家美术馆收藏。 1941年，入侵的德国人重新开放教堂，但在1962年赫鲁晓夫的反宗教运动期间再度关闭，建筑用作原木储存设施。建于1806年左右的新古典主义的钟楼被拆除。直到1991年，俄罗斯东正教才收回土地。
2023年11月，烏克蘭光復赫爾松，從俄羅斯手中奪回這個重要的南部城市。在俄軍撤退期間，俄羅斯士兵從聖加大肋納主教座堂偷走了被認為是現代赫爾松市創始人格里戈里·波將金的骸骨。

波将金墓
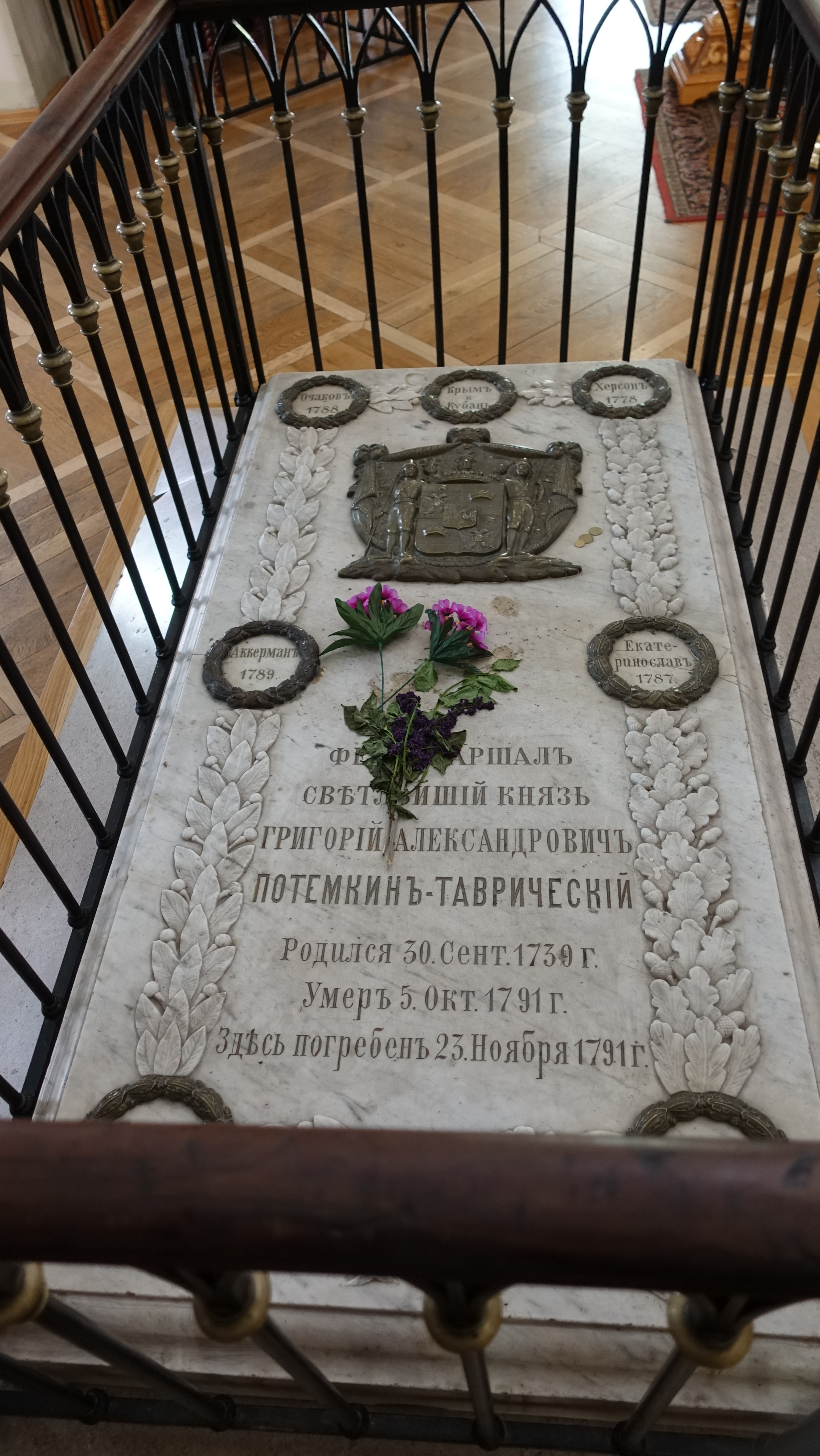
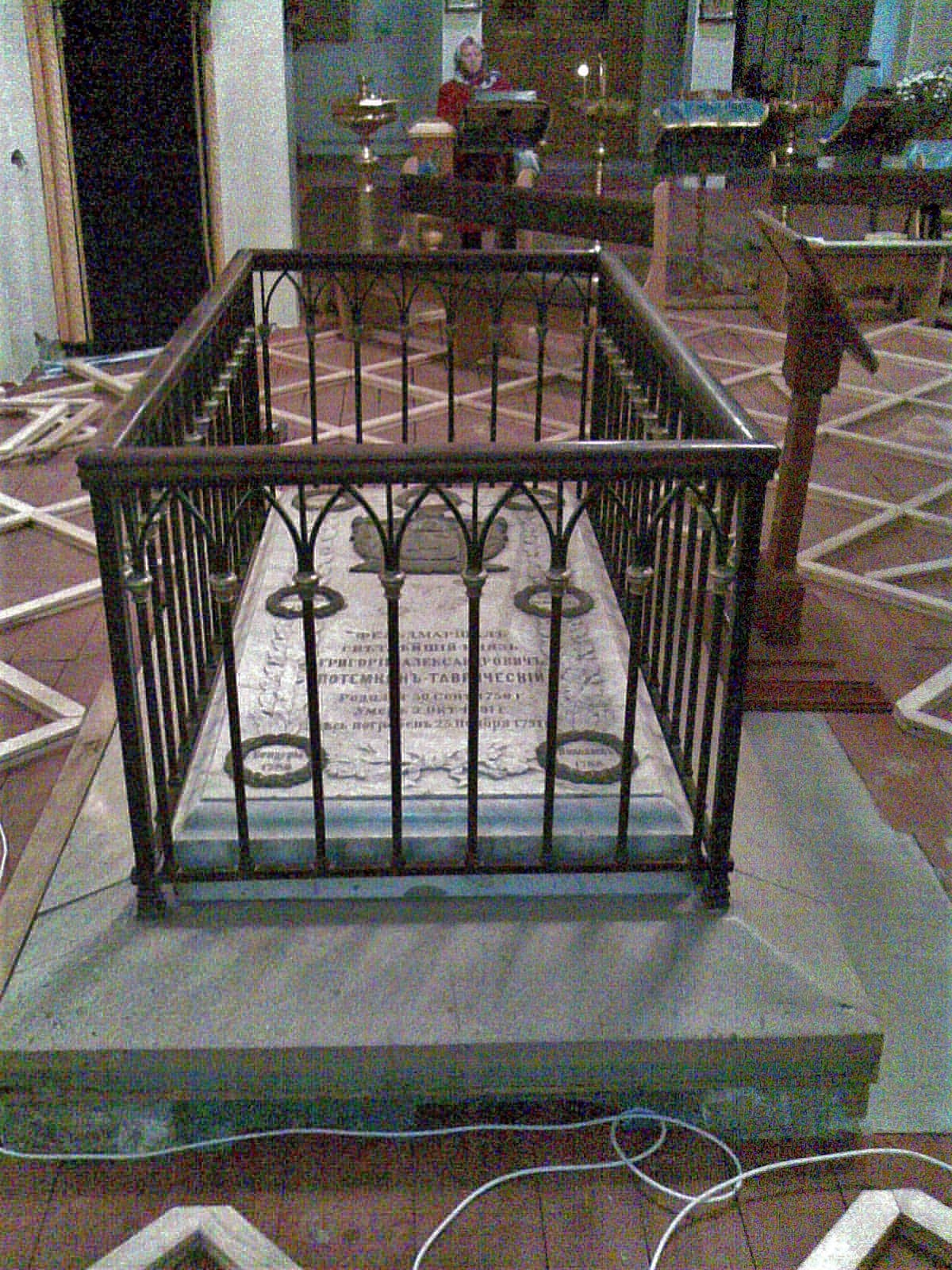
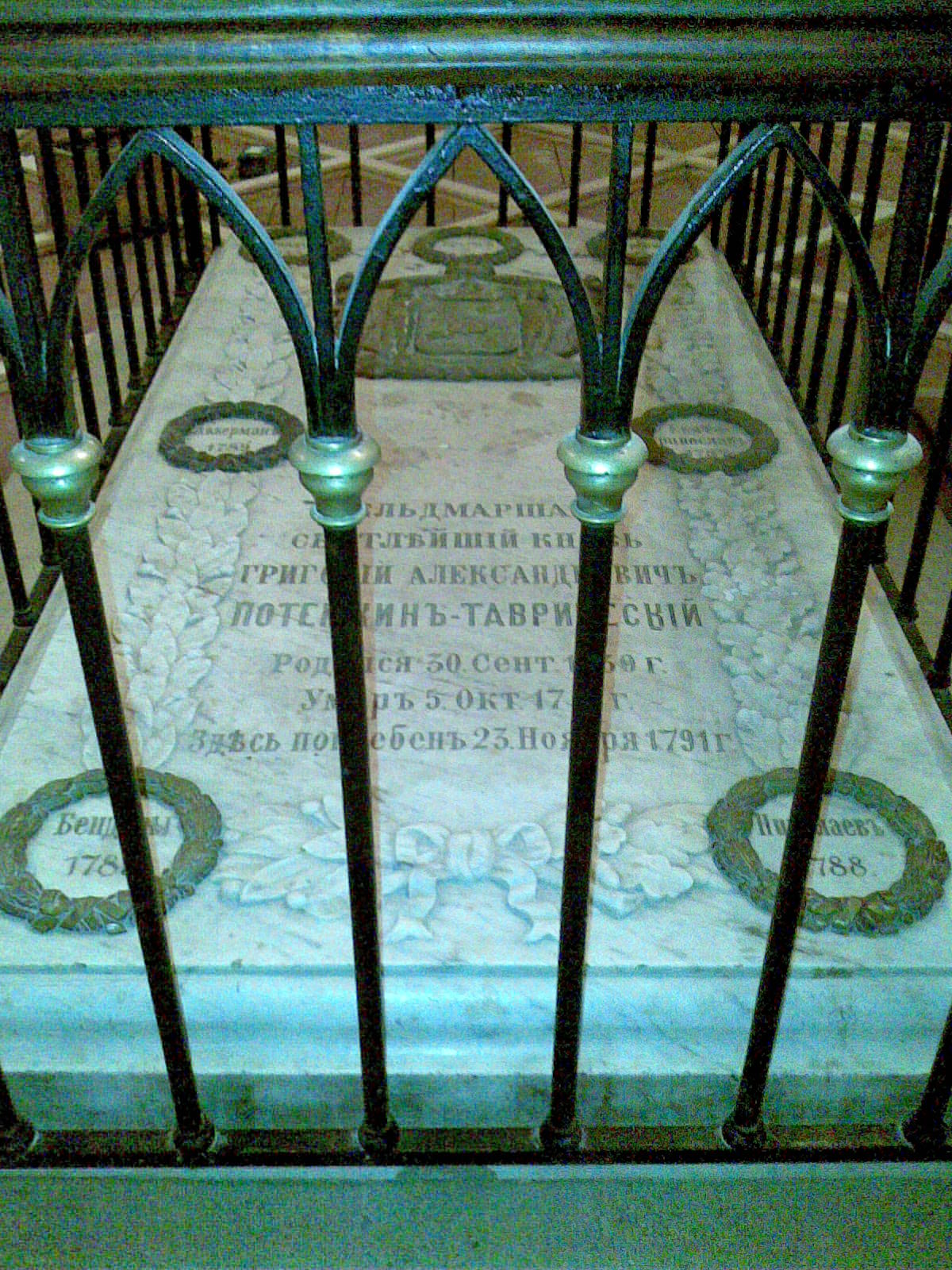
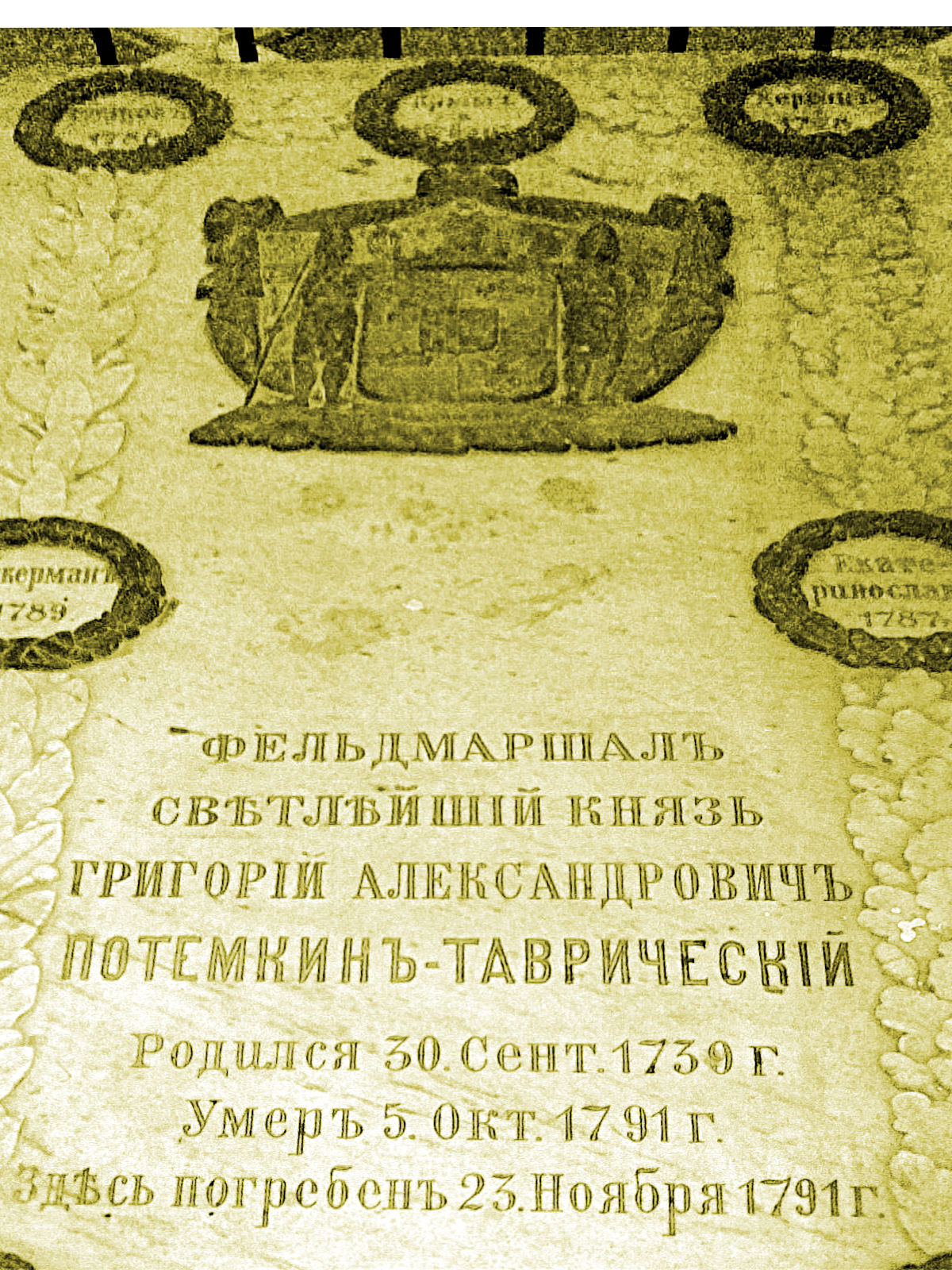